# 日産ディーゼル・RN/EN
日産ディーゼル・RNおよび日産ディーゼル・EN「スペースランナー7」は、かつて日産ディーゼル工業（現「UDトラックス」）が生産していた全長7m・全幅2.3mクラスの小型バスである。本項では路線系のRN、観光系のENについて一括して記述する。

## RN（ワンステップ路線バス）

### 概要
1996年9月26日から発売されたRNは、JPを一括導入した京王帝都電鉄（現：京王電鉄バスグループ。以下「京王バス」）の要望を受けて開発した、全長7m・全幅2.3mクラス（寸法は全長6.99m、全幅2.32m）の小型ワンステップ路線バス路線バスである。日産ディーゼルでは初となる小型路線バスで、京王帝都電鉄と日産ディーゼル、富士重工業（伊勢崎事業所）の共同開発により誕生した。
当時は「標準床」と呼ばれたツーステップの小型路線バスは、すでに三菱ふそう・エアロミディMJ（路線系）、日野・レインボー7W、日野・レインボーRB、いすゞ・ジャーニーQなどの車種が存在したものの、バリアフリーの路線バスとして、ワンステップの低床構造で車椅子用スロープ板を装着できる点では日本初の試みであった。
1990年代はコミュニティバスが全国的に広がりを見せた時期であったが、車椅子対応車両でも日野・リエッセのようにツーステップ車に電動リフトを取り付けたリフトバスが多く、車椅子での乗車には時間と手間を要し、また床が高いため高齢者や幼児の乗降が難しい状況だった。日産ディーゼルも路線バスのダウンサイジングの可能性を模索しており、そこへちょうど京王バスから「JPやRMよりも小ぶりなワンステップバスを」と打診されたことで共同開発がスタートした。
京王バスグループ内では、そのボディの短さから「チョロQ」の愛称で呼ばれていた。
首都圏など都市部で導入された後、経年により除籍された車両は、現在このサイズの車両が生産されていないこともあり、地方の事業者へ移籍して使用されているものも多い。

### シリーズの変遷

#### KC-RN210CSN
1996年9月26日発売。中型車のRMと同じ直列6気筒OHVのFE6E型（195PS）エンジンを横置きエンジンとして搭載し、三菱ふそう・エアロミディMJ同様にアングルドライブによって動力を伝達するが、日産ディーゼルではこの方式は民生産業時代の大型バスコンドル以来であった。変速装置はFCT5速マニュアルを採用。ドア形状は前中2扉折戸が標準で、車椅子の乗降に配慮して幅広の扉を採用している。小型バスながら49名の乗車定員を確保した。
サスペンションはリーフサスのみでエアサスの設定はない。ワンステップのみの設定で、車椅子用スロープ板が標準装備となっている。スペースの関係で中扉は折戸のみだが、一部にトップドア仕様（前扉のみ）の車両も存在する。窓形状は路線バスに多い逆T字窓が標準だが、一部に引き違い窓（メトロ窓）の車両も見られる。
選択できる車体は、発売当初は富士重工製R18型E (8E) のみであったが、翌1997年には西日本車体工業製96MCも加わった。市販車第1号（富士重工製車体）は京王バスに納入、西工製車体の第1号は西鉄バスに納入された。
京王バスでは1996年10月よりRNの営業運転を開始し、「日本初の車椅子スロープ付き超低床小型バス」として大いにアピールした。京王バス専用の磁気式バスカード「京王バス専用カード」にも京王マスクのRNのイラストがデザインされ、同様の文言が書かれていた。翌1997年に発足した初の分離子会社である京王バス東（当時は京王バス株式会社）では、京王帝都電鉄から移籍した大型車4台以外は新車のRNを大量導入して営業開始し、RNは同社のバス事業の収支改善と旅客サービス向上に大きく貢献した。

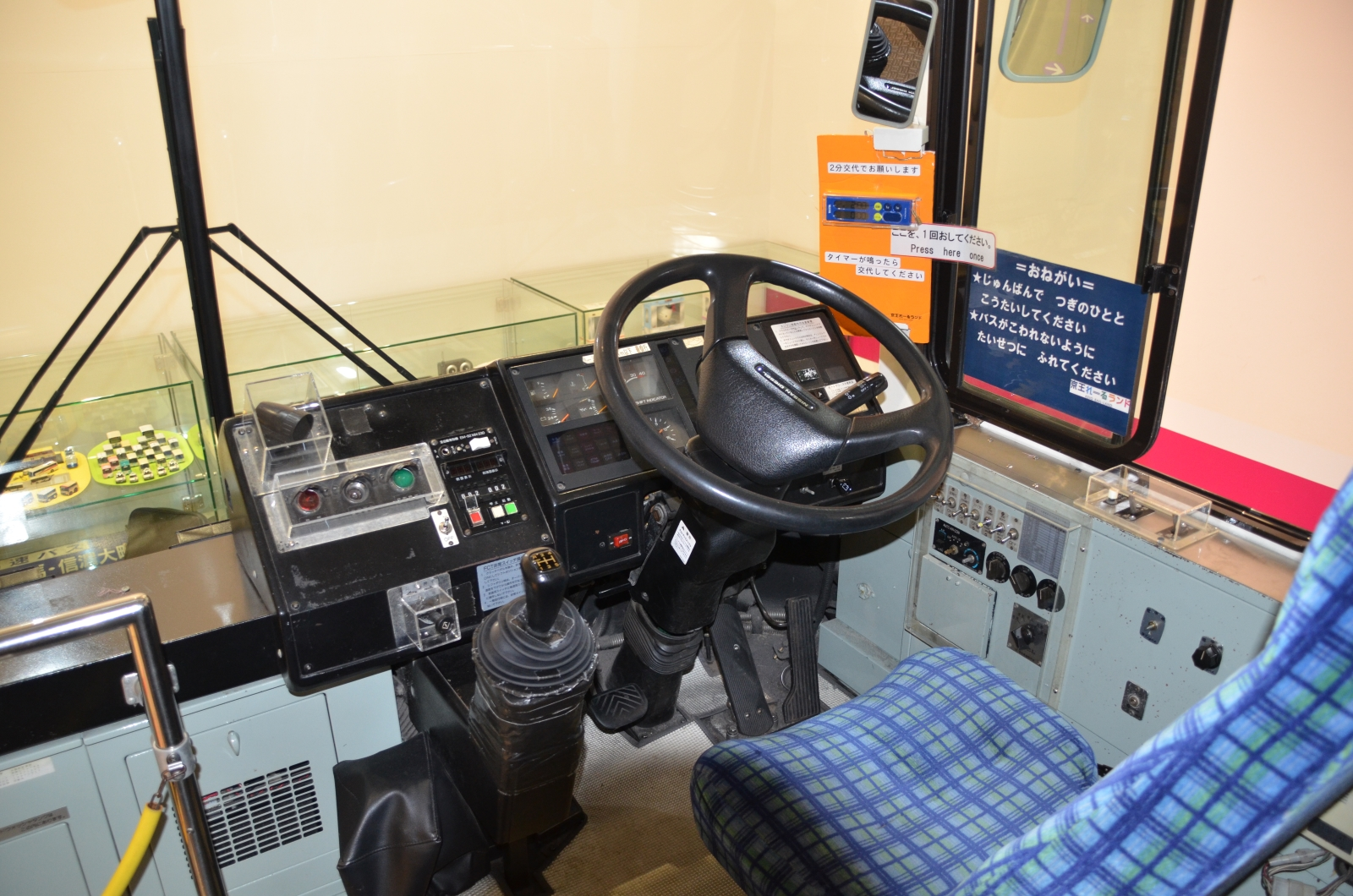
RNの運転席
京王れーるランド展示車両
元・京王バス東 D79784号車

京王バスに納入された富士重工8E車体で1997年以降の車両は「京王より可愛らしさの表現を求められ、前後天と前面板に丸みを持たせたデザインに変更」され、フロントマスクを丸みを帯びた形状に変更した「京王マスク」と呼ばれる特注仕様で納入された（京王では中型車でも特注マスクを採用）。京王れーるランドに特注マスクの車両（D79784号車）が保存車両として展示されている。また、京王バスの特注マスクの車両3台が除籍後に日本航空が羽田空港内で運行する無料シャトルバス「JALスカイシャトル」（株式会社浅井へ運行委託）へ移籍している。
1997年には京王グループの西東京バスでも一括導入が始まり、翌1998年まで全車が富士重工製車体で導入されたが、西東京バスでは特注マスク車は採用されていない。
京王電鉄と資本関係のある関東バスでも、1999年3月に特注マスクの車体が丸山営業所に5台（D601～D605号車）導入され、最後の1台であったD601号車は2016年まで稼働していた。
また、1990年代後半当時は、日産ディーゼル車を主力としていた西武バスでも、コミュニティバス用に富士重工車体のRNを導入開始し、1997年には入間市「てぃーろーど」に3台（A7-414～A7-416）、1998年から1999年にかけては所沢市「ところバス」に6台（A8-492～A8-493、A9-584～A9-588）が導入された。以降、日本全国のバス事業者でコミュニティバスを中心に普及していくこととなる。
西日本でも、1997年に京阪グループの京阪宇治交通（合併により会社解散）に富士重工車体のRNが8台導入され、これは西工車体の西鉄バスよりわずかに早く、西日本初のRN導入となった。京阪宇治交通で導入された車両（車両番号712M-719M）は、1999年1月11日付で京阪宇治交サービスに譲渡され、後にその分社会社である京阪宇治バスに再譲渡された（宇治営業所に配置）。ただし1台は2003年初頭に京阪宇治交サービスの親会社であった京阪宇治交通に復帰後、合併を行った京阪バスに移籍したが（男山営業所に配置）、2008年12月に除籍され浜松バスに移籍した。京阪バスはこれとは別にKC-RN210CSNを2台導入している。2008年以降順次、京阪宇治バス所属車両の方向幕はLEDに変更されたが、京阪宇治バス末期に全車が廃車となったため、後継の京都京阪バスには継承されなかった。
京王バスで最後の導入となった1999年式のKC-RNは、西工車体3台（79951～79953号車）のみとなった。京王でもこの3台以外はすべて富士重工製車体で導入されている。西工製車体の3台は新宿パークタワーの東京ガスショールーム「リビングデザインセンターOZONE」シャトルバス（無料送迎バス）として使用されていたが、シャトルバスの車両代替に伴い2台が路線バスに転用され、調布営業所で最後まで稼働していた。
日産ディーゼルとRNを共同開発した「生みの親」である京王バスでは、同社のRN全車引退にあたり2012年6月23日から同年7月8日にかけて、調布営業所に所属していた最後の1台（L79952号車）で「"チョロQバス" さよなら運転」を行った。車両は手作りのボードで装飾され、乗客には乗車証明書カードと記念ステッカーが配布された。なお写真は当該車両の府中営業所所属時代のものである。

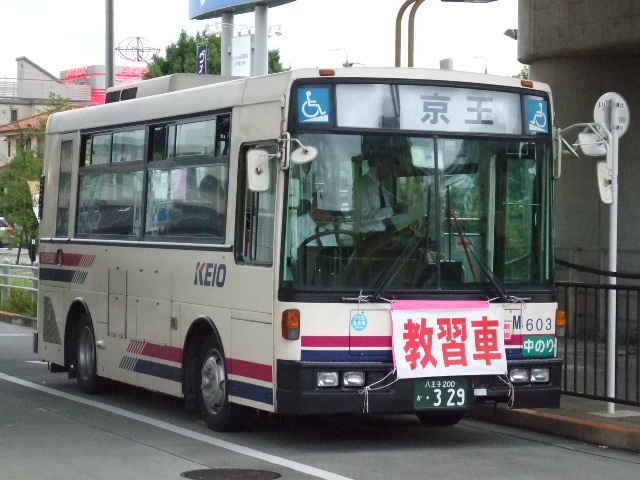
富士重工8E車体（標準マスク） 京王バス（M79603号車）
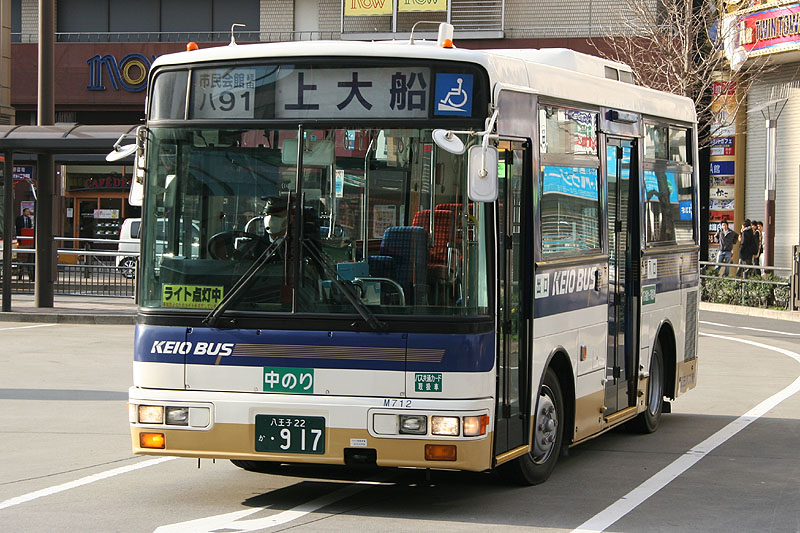
富士重工8E車体（特注マスク） 京王バス（M79712号車）
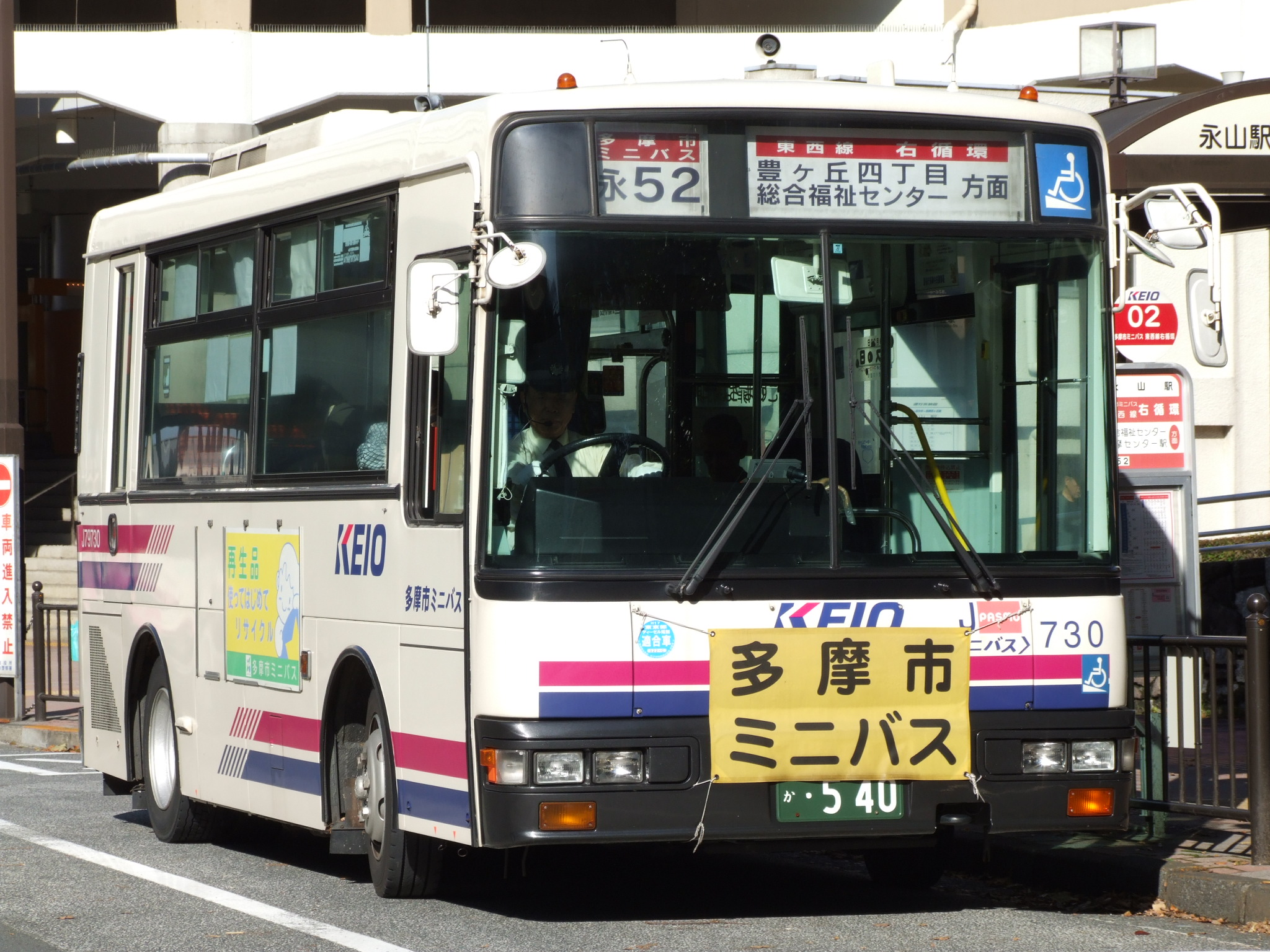
富士重工8E車体（特注マスク） 京王バス「多摩市ミニバス」（J79730号車）
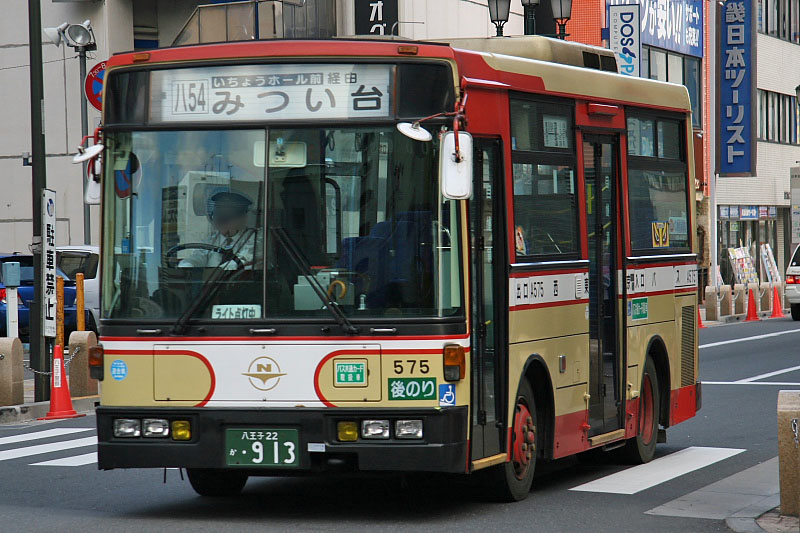
富士重工8E車体（標準マスク） 西東京バス（A575号車）
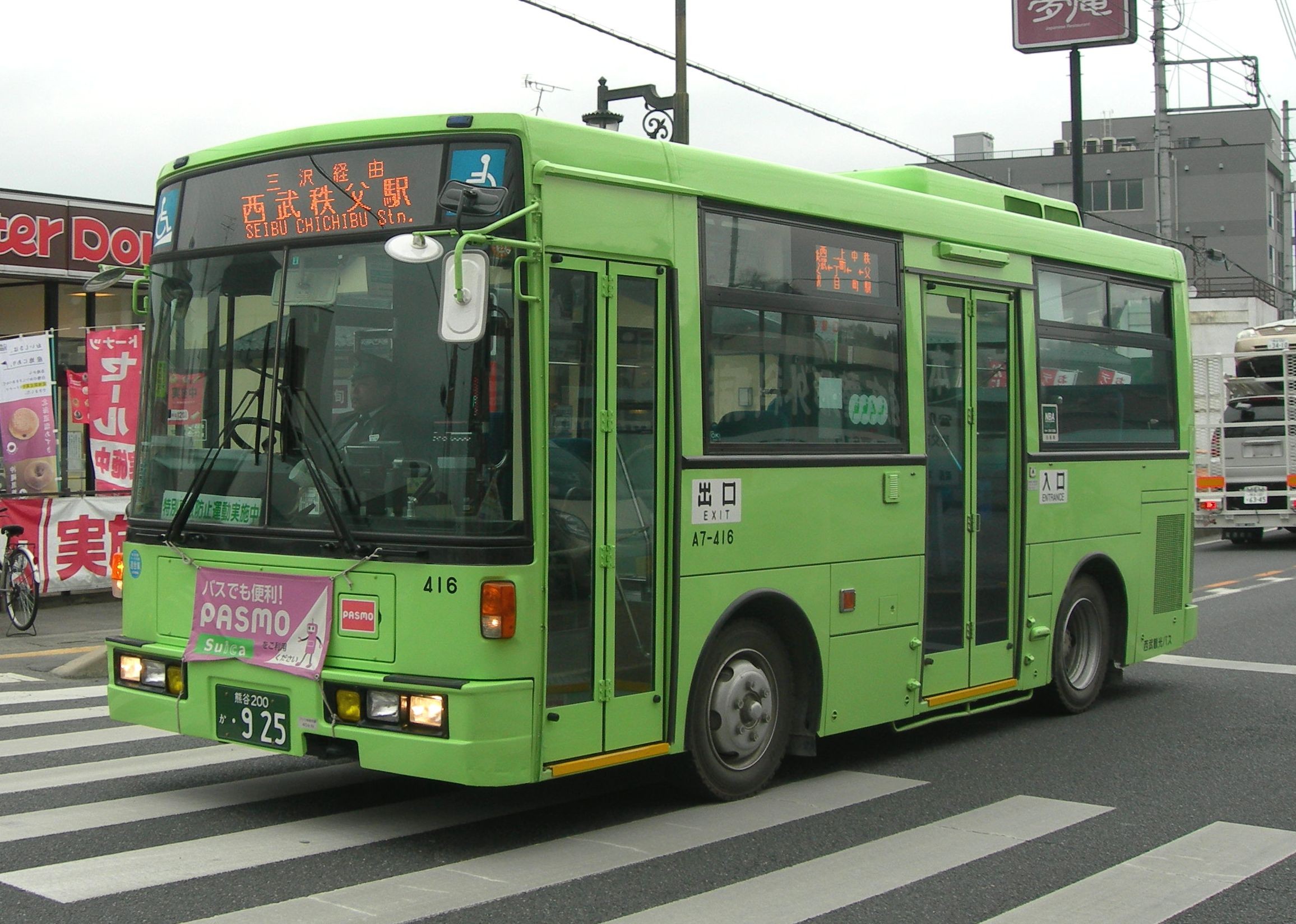
富士重工8E車体 西武観光バス 元西武バス「てぃーろーど」 （A7-416号車）
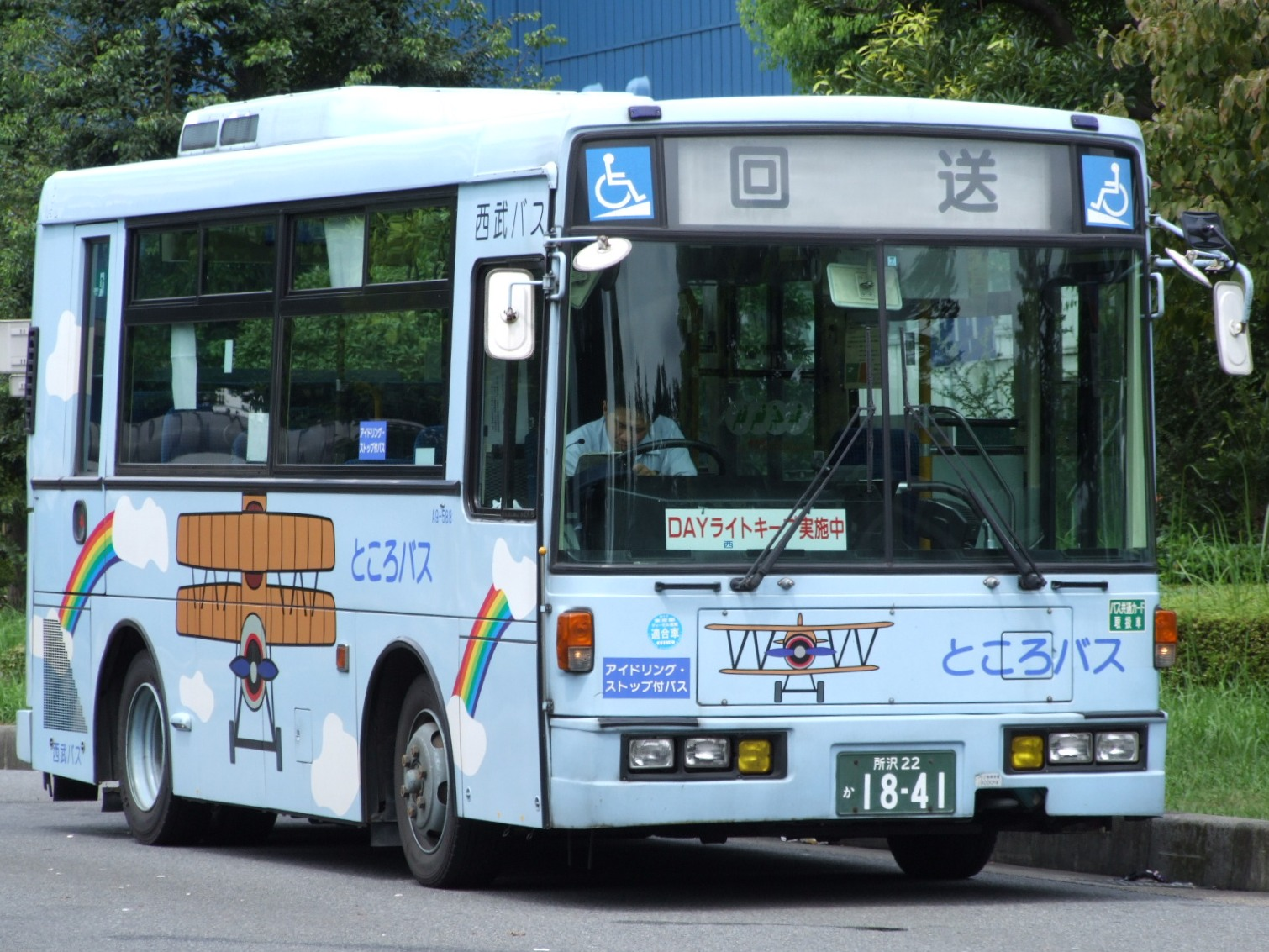
富士重工8E車体 西武バス「ところバス」 （A9-588号車）

#### KK-RN252CSN
1999年、平成10年排出ガス規制（長期規制）に伴いモデルチェンジ。KK-RN252CSNとなった。エンジンは出力をアップしたFE6F型（205PS）に変更されている。その他の仕様に大きな変更はない。
1996年より1999年までRNを大量導入してきた京王バスおよび西東京バスでは、KK-RNは導入されなかった。
宮城交通でも自社発注車としてKK-RNを購入、2000年11月3日に運行開始した長町ループバス「ながまちくん」の専用車両として使用した後、宮城交通の一般路線車標準色に戻された。
西武バスでは引き続き西工車体のKK-RNを3台導入、2002年式が西東京市はなバスに2台（A2-794、A2-795）、2003年式が入間市健康福祉センター直行バス専用車として1台（A3-904）導入された。はなバスの2台は2012年まで、入間市健康福祉センター直行バス専用車は2018年に「てぃーろーど」に路線再編されるまで稼働していた。
RNシリーズはこのモデルを最後に、2004年に生産を終了している。

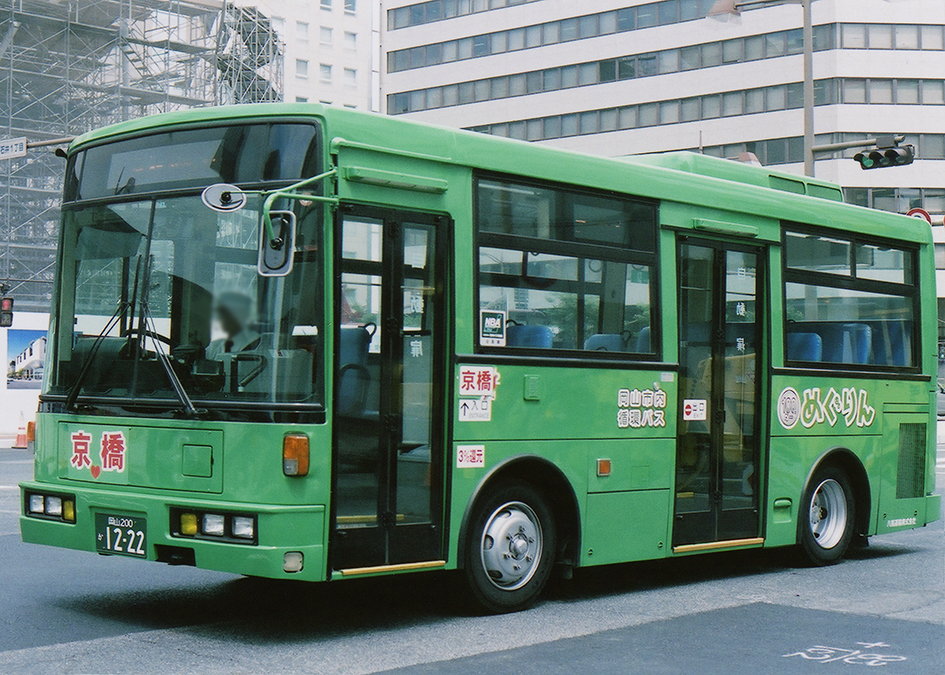
富士重工8E車体 八晃運輸 京橋めぐりん
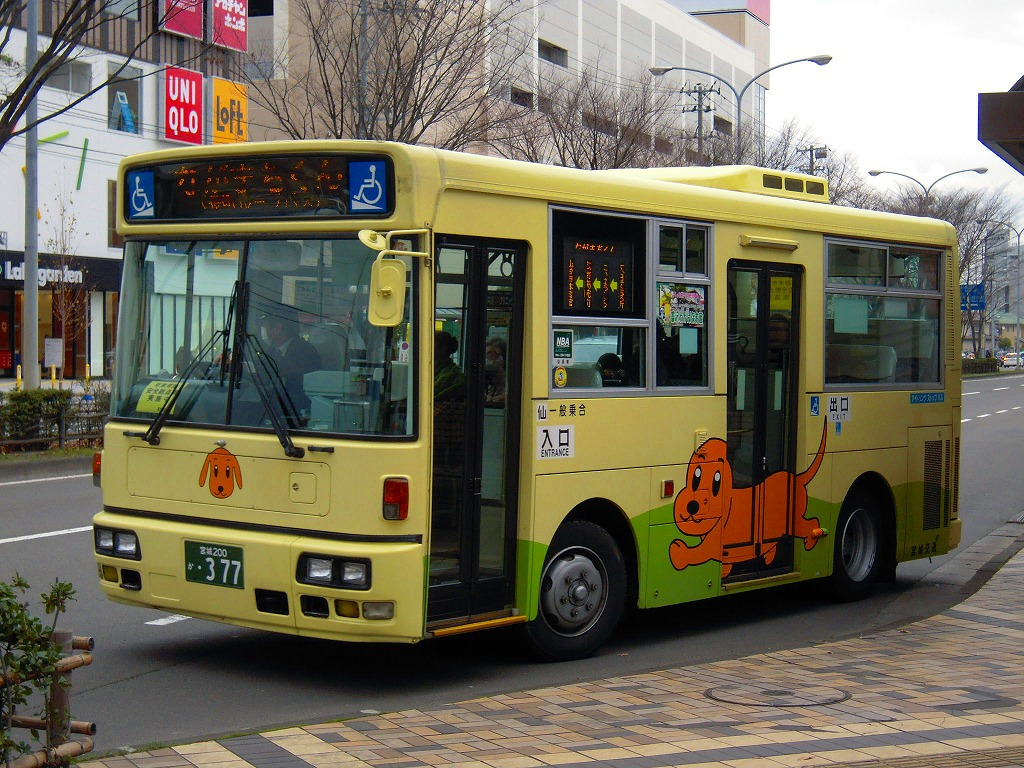
西工96MC車体 宮城交通 ながまちくん

## EN（スペースランナー7）

### 概要
1993年の第30回東京モーターショーで、それまで全長7m級の小型観光バスを製造していなかった日産ディーゼルから、全長7m・全幅2.3mの小型観光バスが発表された。他の国産バスメーカー3社では1980年代から、三菱ふそう・エアロミディMJ（観光型）、いすゞ・ジャーニーQ、日野・レインボー7M・7Wをラインナップしていたのに対し、かなり遅れての登場であった。
翌1994年、スペースランナー7の名称で正式発売された。型式はU-EN210DAN。エンジンをミッドシップで搭載し、同クラス唯一の全軸エアサスを標準採用した。ハイデッカータイプで、車体は富士重工業製のR18型M、西日本車体工業製のスペースランナーボディが選択可能であった。
EN系は平成10年排出ガス規制（長期規制）にも対応してラインナップされていたが、需要が少なかったのか生産台数はわずかとなり、平成16年排出ガス規制（新短期規制）には対応せず生産終了した。

### シリーズの変遷

#### U-EN210DAN
前述の通り1994年に正式発売。平成元年排出ガス規制適合車で、自然吸気のFE6E型エンジン (195PS) またはインタークーラーターボ付のFE6TA型エンジン (235PS) を搭載。FE6E型エンジンは平成元年 (U-) 規制適合のバスでは唯一ENにのみ搭載された。
車体は富士重工業18型M、または西日本車体工業のスペースランナーボディが架装された。

#### KC-EN211DAN・KC-EN250DAN

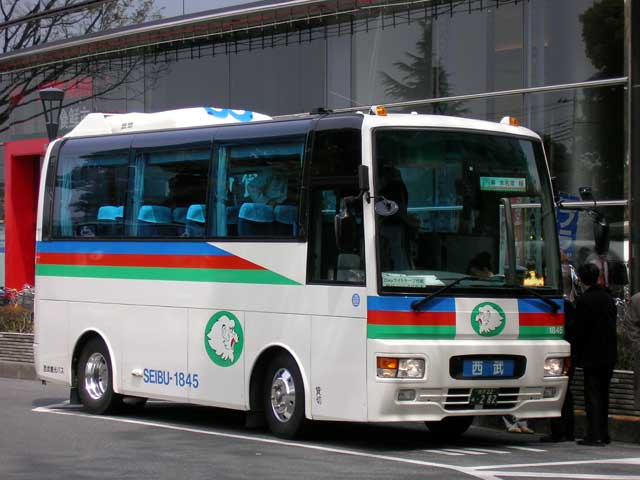
KC-EN250DAN
西武観光バス 1845号車

U-EN210DANに小改良を施し、平成6年排出ガス規制（短期規制）に適合させて1995年に発売。
エンジンの設定はU-EN210DANと変わらず、FE6E型 (195PS) とFE6TA型 (235PS) だが、自然吸気式のFE6Eエンジンを搭載した車両がKC-EN211DAN、インタークーラーターボ付のFE6TAエンジンを搭載した車両がKC-EN250DANと型式が区別された。これはRMやRPも同じである。
西武バスグループではKC-EN250DANを4台導入し、1998年式を西武観光バス狭山営業所で2台（1844号車・1845号車）、1999年式を西武高原バス軽井沢営業所で1台（1957号車）、西武バス所沢営業所で貸切車として1台（1965号車）購入している。

#### KK-EN252DAN
平成10年排出ガス規制（長期規制）に適合させるため、1999年に小規模な改良を施し発売。エンジンはターボ付のFE6TA型 (240PS) のみとなる。
生産は少数にとどまり、本型式をもってスペースランナー7は生産を終了している。

## 以降の動向
2006年7月13日、日産ディーゼル工業と三菱ふそうトラック・バスはバス事業における提携を行い、相互に完成車及びエンジンのOEM供給を行うことで合意したが、2010年に合弁会社設立協議およびOEM供給の打ち切りを発表。このクラスの小型バスが再度販売されることはないまま、2011年に日産ディーゼル（UDトラックス）はバス製造事業から撤退した。